# Formación Finlay
La Formación Finlay  es una formación geológica ubicada en el estado mexicano de Chihuahua, así como en los estados norteamericanos de Nuevo México y Texas, la cual data del período Cretácico inferior. Conserva fósiles marinos que datan del período Cretácico. Se reconocen amonites, rudistas, equinoideos, gasterópodos y pelecípodos. La localidad tipo de la Caliza Finlay se ubica en las montañas Finlay en Texas.